# Ngôn ngữ học châu Âu

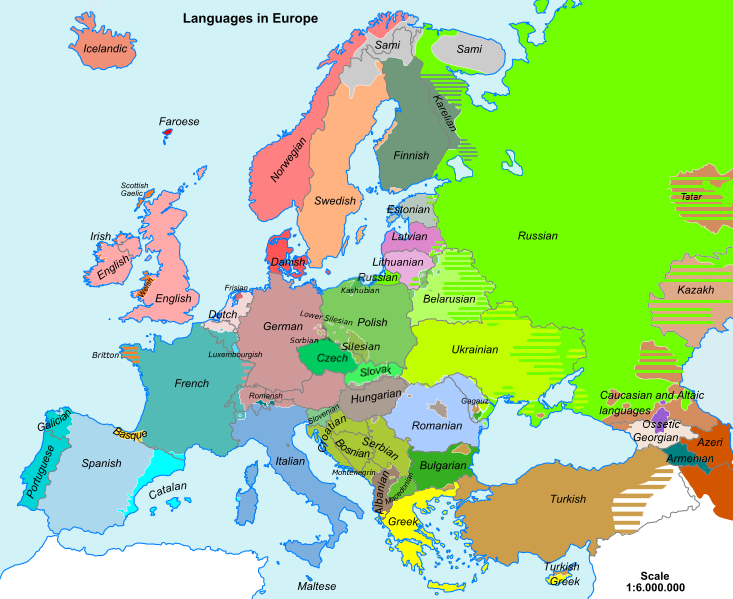
Bản đồ ngôn ngữ của châu Âu (đơn giản hóa).

Ngôn ngữ học châu Âu là ngành ngôn ngữ học khá mới mẻ, nghiên cứu về các ngôn ngữ tại châu Âu. Tuy nhiên, ở đây châu Âu không được hiểu theo nghĩa nhất định. Có ba cách định nghĩa về châu Âu, dựa trên:
- Chính trị (ngôn ngữ của Cộng đồng châu Âu)
- Địa lý (từ Đại Tây Dương đến sông Ural)
- Nhân loại học (ngôn ngữ của những quốc gia đặc trưng bởi di sản tiểu Hy Lạp và Latin (gồm những quy tắc luật pháp), (sự đa dạng về Thiên chúa Giáo La Mã (phương Tây) (và sự phát triển của nó trong giai đoạn Phong trào Cải cách Giáo hội La Mã đến Phong trào Phản đối cải cách Giáo hội Tin Lành), việc sử dụng mẫu tự Latin, sự tách biệt tôn giáo và phi tôn giáo, chủ nghĩa đa nguyên và cá nhân, lịch sử chung về nghệ thuật (theo nghĩa rộng) và lịch sử chung về giáo dục)

## Lịch sử ra đời
Thuật ngữ Eurolinguistics (ngôn ngữ học châu Âu) lần đầu tiên được Norbert Reiter đưa ra vào năm 1991 (từ Eurolinguistik của tiếng Đức). Ngoài những công trình nghiên cứu về ngôn ngữ châu Âu, thì công trình của Harald Haarmann đã bao quát những vấn đề cần nghiên cứu; vấn đề này vốn cũng đã được Maio Wandruszka theo đuổi. Tuy nhiên thực tế cho thấy Wandruszka muốn các công trình khoa học (kể cả một số từ điển bách khoa) nghiên cứu một số ngôn ngữ lớn tại châu Âu: tiếng Đức, tiếng Anh, tiếng Ý, tiếng Pháp, tiếng Tây Ban Nha. Ngoài ra tiếng Đức được hiểu là tiếng Đức của người Đức, tiếng Pháp của người Pháp, v.v. Việc nhận biết sự đa dạng dân tộc cũng mới chỉ bắt đầu góp một phần nào đó trong ngôn ngữ học châu Âu. Trong những năm gần đây một số vấn đề được giải quyết chủ yếu bởi Hội Ngôn ngữ học châu Âu (Eurolinguistischer Arbeitskreis Mannheim - ELAMA). Cổng Internet Euro LinguistiX (EliX) cung cấp từ điển, diễn đàn thảo luận và tạp chí online nhằm giải quyết một số vấn đề "lịch sử văn hóa ngôn ngữ", 'xã hội học ngôn ngữ", "chính trị ngôn ngữ" và "giao tiếp xuyên văn hóa". Những khái niệm cơ bản vền ngôn ngữ châu Âu đã được Joachim Grzega giới thiệu và cho xuất bản.

## Đặc điểm chung
Những kết quả nghiên cứu sau đây dựa vào định nghĩa văn hóa nhân loại học châu Âu.

### Lịch sử về hệ thống chữ viết
Hệ thống chữ viết sử dụng ở châu Âu dựa vào nguyên tắc âm thanh-ký tự, bắt nguồn từ phía Bắc Semitic (thuộc hệ ngôn ngữ Semit – Do Thái và Ả Rập) (2000-1700 TCN), được người Hy Lạp sử dụng và từ đó truyền cho người La Mã (thế kỷ thứ 6 TCN). Chữ cái Latin được phát triển thành những dạng chữ viết khác. Trước đây ở châu Âu, dưới triều đại Frank (Carolingian), nét chữ La Tinh rất đa dạng. Và từ đây chữ viết được phát triển thành hai nhánh, Gothic/Fracture/German truyền thống, vốn được người Đức sử dụng ở thế kỷ 20, và nhánh thứ hai là tiếng Ý/Italic/Antiqua/Latin truyền thống vẫn được sử dụng. (Loại đặc biệt về chữ cái Latin trong tiếng Gaeilge (tiếng Ireland) vẫn được sử dụng trong rất nhiều cuốn sách viết bằng tiếng này).
Đối với một số quốc gia thì việc hội nhập châu Âu nghĩa là loại bỏ chữ viết cổ, ví dụ như những quốc gia sử dụng tiếng Germanic đã không còn chữ viết run (hay futhrk) (giữa thế kỷ thứ 3 đến 17), và những người sử dụng tiếng Ireland đã bỏ đi chữ viết Ogham (thế kỷ thứ 4 đến thế kỷ thứ 7).

### Đặc điểm âm thanh
Hệ thống âm thanh giữa các ngôn ngữ rất khác biệt. Ngôn ngữ châu Âu khá đặc trưng về sự thiếu vắng những âm "click". Người ta có thể nghĩ tới những đặc điểm âm thanh ngôn ngữ cụ thể nào đó chẳng hạn như thanh điệu hầu hết người châu Âu biết đến trong tiếng Trung Quốc hay tiếng Việt. Nhưng ở châu Âu cũng có ngôn ngữ sử dụng thanh điệu: tiếng Croatia (ví dụ: léta là "anh ta bay, đang bay" nhưng lèta là "năm" (lịch), và tiếng Slovenia (ví dụ: sùda là "của chiếc tàu" trong khi súda là "của tòa án". Đối với tiếng Slovenia việc sử dụng thanh điệu tuy nhiên cũng đang giảm dần, nhưng hầu như ở ngữ cảnh nào người ta cũng có thể hiểu được. Ở Thụy Điển, tiếng Thụy Điển (không phải tiếng Thụy Điển của người Phần Lan) thanh điệu cũng tìm thấy ở một số từ chẳng hạn như anden "con vịt" trái lại với àden "ma quỷ".

### Đặc điểm ngữ pháp
Như đã được đề cập ở phần dẫn nhập tổng quát, chúng ta có thể phân biệt ba loại hình ngôn ngữ cấu trúc:
- Phân tích (nghĩa là chức năng ngữ pháp /câu được diễn đặt qua hình thức phân tích và tuân theo quy luật trật tự từ khá nghiêm ngặt, ví dụ nguyên tắc trật tự từ theo chủ ngữ và động từ trong tiềng Anh),
- Kết dính (nghĩa là chức năng ngữ pháp/câu được diễn đạt qua tiếp vị ngữ, mỗi tiếp vị ngữ diễn đặt chính xác một chức năng) và
- Biến hình (nghĩa là chức năng ngữ pháp/câu được diễn đạt qua tiếp vị ngữ, mỗi tiếp vị ngữ diễn đạt nhiều chức năng).

Ngôn ngữ châu Âu hiếm khi đơn thuần chỉ là một trong những loại hình trên. Đối với loại hình thứ nhất (phân tích), tiếng Anh hiện đại là một ví dụ tiêu biểu; đối với loại hình thứ ba (biến hình) thì tiếng Anh cổ và tiếng Đức hiện đại là những đại diện tiêu biểu; đại diện cho loại hình thứ hai (kết dính) là tiếng Phần Lan và Hungary. Nếu một ngôn ngữ không thuộc loại hình phân tích thì cũng không có nghĩa là nó không có quy luật về trật tự từ. Tiếng Latin, Phần Lan và những ngôn ngữ thuộc nhóm Slavic có trật từ từ khá tự do, trong khi nhiều ngôn nhữ khác cho thấy những quy luật nghiêm ngặt hơn. Ví dụ tiếng Đức và tiếng Hà Lan cho thấy trật tự từ theo nguyên tắc động từ đứng ở vị trí thứ hai trong những mạnh đề chính và động từ đứng cuối trong những mạnh đề phụ. Tiếng Anh có trật tự từ S-V (chủ từ-động từ), điều này cho thấy tiếng Anh nghiêng về ngôn ngữ Roman. Tiếng Ireland có trật tự từ cơ bản là động từ đứng đầu.
Chúng ta có thể phân biệt những cấu trúc phân tích (với những hình vị ngữ pháp tự do, nghĩa là những yếu tố ngữ pháp là những từ tách biệt) và cấu trúc tổng hợp (với những hình vị kết nối, nghĩa là những yếu tố ngữ pháp được kết nối hoặc có sẵn trong một từ), ví dụ the house of the man và the man’s house (ngôi nhà của người đàn ông).
Ngoài những điểm đã nêu trên, loại hình "dạng" động từ (không phải luôn dễ dàng tách ra khỏi hệ thống "thì" trong ngôn ngữ và "giống" là điều cũng cần quan tâm. Đối với thể động từ các nhà ngữ học đưa ra sự khác biệt giữa những hành động đã hoàn thành (những hành động đã kết thúc và dẫn tới kết quả, sự kiện đơn lẻ) và những hành động chưa hoàn thành (hành động chưa được kết thúc, có hoặc chưa có thông tin về sự kết thúc, kéo dài, lặp đi lặp lại). Những ngôn ngữ trong hệ thống Slavic có hệ thống dạng động từ cứng ngắc; trong tiếng Anh có sự phân biệt giữa tiếp diễn và không tiếp diễn (thể đơn giản) và cũng có sự phân biệt giữa hiện tại hoàn thành và quá khứ; đối với ngôn ngữ Romanic thì dạng chưa hoàn thành dùng để chỉ những hành động mang tính chất bối cảnh.
Hệ thống "giống" trong ngôn ngữ hiện tại ở châu Âu là nhị phân (giống đực và giống cái chẳng hạn đối với hệ ngôn ngữ Romanic, hoặc "uter" và giống trung đối với hệ ngôn ngữ Scandinavian; nhưng cũng có những ngôn ngữ có tới ba giống (như tiếng Đức) hoặc không có giống trong danh từ (như tiếng Anh, Hungary, Phần Lan). Vấn đề giống trong ngôn ngữ liên quan tới hệ thống đại từ nhân xưng. Chúng ta thường phân biệt ba đại từ nhân xưng số ít và ba đại từ nhân xưng số nhiều, nhưng có một số ngôn ngữ có một số từ cụ thể dùng cho số đôi (như tiếng Sorbic, ở ngôi thứ ba số ít chúng ta thường phân biệt tùy theo giống văn phạm; tuy nhiên trong tiếng Anh, sự lựa chọn được quyết định bởi giống tự nhiên; Đối với tiếng Hungary và Phần Lan không có sự phân biệt, trái lại đối với những ngôn ngữ Scandinavian thì lại có sự phân biệt mà nó kết hợp cả giống văn phạm và tự nhiên. Ở một số ngôn ngữ, giống văn phạm cũng liên quan tới ngôi thứ hai số nhiều (ví dụ những ngôn ngữ thuộc nhóm Romanic).
Trong khi đó theo phương pháp truyền thống chúng ta thường nhóm ngôn ngữ theo những hệ ngôn ngữ mang tính chất lịch sử (như indo-European, Finno-ugric), có một phương pháp hiện đại hơn để xem xét những đặc điểm ngữ pháp theo quan điểm đồng đại. Một số đặc điểm cấu trúc chung có thể hình thành một sprachbund (nhóm ngôn ngữ). Đối với châu Âu, nhóm ngôn ngữ đặc trưng nhất chúng ta có thể khẳng định được đề cập tới như là SAE (Standard Average European) hoặc là nhóm Charlemagne. Những ngôn ngữ chính của nhóm này là Tiếng Đức, tiếng Hà Lan, Tiếng Pháp, tiếng Occitan, tiếng bắc Ý. Những đặc điểm quan trọng là:
1. Sự khác biệt giữa mạo từ xác định và không xác định.
2. Sự hình thành mệnh đề liên hệ đặt sau đại từ hoặc danh từ liên quan và được giới thiệu bởi những đại từ liên hệ có thể thay đổi.
3. Cấu trúc thì quá khứ với động từ "to have".
4. Cấu trúc bị động cho thấy túc từ của hành động ở vị trí cấu trúc của chủ từ và sử dụng quá khứ phân từ tươnng ứng với một trợ động từ.
5. Tiếp vị ngữ cụ thể biểu.

### Đặc điểm về từ vựng
Tiếng Latin, Pháp, Anh không những đã và đang được sử dụng để làm ngôn ngữ chung mà còn ảnh hưởng tới những ngôn ngữ quốc gia/phương ngữ vì danh tiếng của những ngôn ngữ này. Vì vậy không những có những sự vay mượn cần thiết, mà còn vay mượn theo kiểu dùng cho sang và vay mượn bắt chước. Sự vay mượn từ ba ngôn ngữ này (đặc biệt là Neo-Latin có những yếu tố Hy Lạp) có thể được xem như là những từ quốc tế, cho dù đôi khi có sự khác biệt về ngữ nghĩa từ ngôn ngữ này đến ngôn ngữ kia mà có thể gây sự hiểu nhầm. Ví dụ:
- Latin forma: e.g. Pháp forme; Ý, Tây Ban Nha, Cộng hòa Séc, Slovakia, Slovenian, Hungary, Phần Lan, Croatia, Latvia. Forma; Đan Mạch, Thụy Điển, Anh, form; Romansh furma, Đức Form, Ireland foirm),
- Tiếng Pháp restaurant, e.g. Anh, Na Uy, Romansh restaurant; Đức Restaurant; Thụy Điển restaurang; Bồ Đào Nha restaurante; Tây Ban Nha restaurante; Ý ristorante; Séc restaurace; Slovakia, Slovenian reštaurácia, Latvia restorâns; Ba Lan restauracja
- Tiếng Anh manager, e.g. Na Uy, Iceland, Pháp, Tây Ban Nha, Ý, Phần Lan; Romansh manager; tiếng Đức Manager, Ba Lan menadżer; Croatia menedžer; Hungary menedzser

Ba ngôn ngữ phụ dùng cho việc vay mượn trong ngôn ngữ châu Âu là tiếng Ả Rập (đặc biệt là trong toán học và khoa học, thực vật và trái cây nước ngoài; tiếng Ý (đặc biệt là trong nghệ thuật, từ giai đoạn thế kỷ thứ 15 đến 17); tiếng Đức (đặc biệt trong nghệ thuật, giáo dục, hầm mỏ, thương mại từ thế kỷ 12 đến 20).
Như chúng ta biết, vì cấu trúc hay cách diễn đạt ngôn ngữ trên thế giới, nên sự thay đổi diễn ra khá nhanh do sự phát triển tri thức, sự thay đổi chính trị xã hội, v.v…Những ngữ vựng vốn cứng ngắc là những thành ngữ hay những thành ngữ mang tính ẩn dụ. Nhiều thành ngữ ở châu Âu liên quan tới những kinh nghiệm xưa hay kinh thánh, một số xuất phát từ những câu truyện quốc gia hay được nhân rộng vào những ngôn ngữ khác bằng tiếng Latin. Một câu thành ngữ châu Âu tiêu biểu với nghĩa ‘Tay làm hàm nhai’ (Nguyên văn: Không có lợi nhuận nếu không làm việc) được dịch là: "Roasted pigeons/larks/sparrows/geese/chickens/birds don’t fly into one’s mouth". Ví dụ, tiếng Séc dịch là Pečeni ptáci nelítají do huby (birds!); Đan Mạch. Stegte duer flyve ingen i munden (Tauben!); tiếng Hà Lan: De gebraden duiven vliegen je niet in de mond (pigeons!) dịch ra tiếng Anh: He thinks that larks will fall into his mouth roasted; Phần Lan:. Ei paistetut varpuset suuhun lennä (sparrows!); Pháp: Les alouettes ne vous tombent pas toutes rôties dans le bec (larks!). Đức: Gebratene Tauben fliegen einem nicht ins Maul; Hungary: Senkinek nem repül a szájába a sült galamb (pigeon!);Latvia; Cepts zvirbulis no jumta mutē nekrīt (sparrow!); Na Uy: Dat kjem inkje steikte fuglar fljugande i munnen (bird!); Ba Lan: Pieczone gołąbki nie przydą same do gąbki (pigeons!); Slovakia: Nech nik nečaká, že mu pečené holuby budú padať do úst (pigeons!); Slovenian: Pečeni golobje ne lete nobenemu v usta [pigeons!]; Thủy Điển: Spekta sparvar flyga ingen i munnen (sparrows!).

### Chiến lược giao tiếp tiêu biểu
Theo cách hiểu của Geert Hofstede thì châu Âu nếu được hiểu theo nghĩa rộng thì sẽ được xem là một nền văn minh riêng lẻ (nghĩa là phong cách thẳng thắng và mang tính phân tích khá ưa chuộng, những vấn đề quan trọng được đề cập trước khi giải thích hay minh họa trong buổi tranh luận hay thảo luận dựa vào sự thỏa thuận hay đa số ý kiến nhất trí); trái lại, đối với những nền văn minh như châu Á, Nhật, Ả Rập và Hindu thì lại mang tính tập thể (nghĩa là theo phong cách gián tiếp và tổng hợp, sự giải thích và minh họa được đưa ra trước khi những điểm quan trọng trong buổi tranh luận hay thảo luận được chấp nhận qua sự hài lòng). Chúng ta có thể hiểu sự khác biệt mà Edward Hall đã đưa ra giữa việc giao tiếp có "ngữ cảnh thấp" (nghĩa là theo phong cách trực tiếp, hướng tới con người, cởi mở, nói nhiều) và giao tiếp với "ngữ cảnh cao" (nghĩa là theo phong cách gián tiếp, hướng tới chức vụ, kín đáo, im lặng). Hầu hết những quốc gia châu Âu giao tiếp theo "ngữ cảnh thấp":
Đặc điểm tiêu biểu về chiến lược giao tiếp ở châu Âu như thế nào?
1. Một trong những đặc điểm đó là việc sử dụng hỗ tương về cách xưng hô (vấn đề này rất khác biệt ở Giáo hội Chính thống Slavic và văn minh phương đông). Ở châu Âu chức vụ đóng vai trò kém quan trọng hơn ở những nền văn minh châu Á và Nhật. Sự giao tiếp giữa hai giới hoàn toàn bình thường ở châu Âu, trong khi đó theo truyền thống thi vấn đề nà rất khó đạt tới đối với nền văn minh Ả Rập. Về đại từ nhân xưng, chúng ta có thể thấy rằng ở hầu hết những ngôn ngữ châu Âu thường dùng đại từ chung cho cà hai giới (vấn đề này cũng đang tồn tại ở những quốc gia châu Mỹ Latin. Một số nước Bắc Mỹ, và một số quốc gia theo Chính thống giáo Slavic). Có nhiều xu hướng trong việc sử dụng cách xưng hô nhằm phân biệt châu Âu từ những nền văn minh khác. Ở những tình huống thân mật thì ngày nay những người châu Âu thích gọi nhau bằng tên; trong giao tiếp thương mại, trước hết nên dùng tước hiệu chính xác, và sau đó có thể thay đổi cách xưng hô khá nhanh. Tước hiệu dĩ nhiên là quan trọng hơn ở những quốc gia châu Á, Hindu, Ả Rập, Nhật Bản; nền văn minh Chính Thống giáo Slavic có thể được đặc trưng bởi việc thường xuyên sử dụng biệt danh đối với tất cả những cuộc nói chuyện riêng tư và thân mật.
2. Về những thuật ngữ chào hỏi ở châu Âu, chúng ta có thể thấy nhiều câu chào hỏi mong muốn có thời gian tốt đẹp trong ngày, sức khỏe (hoặc hỏi xem có khỏe không), mong ước sự thành công hay may mắn). Người châu Á và Ả Rập thì thường ước muốn hòa bình và điều này không thấy ở những quốc gia châu Âu. Điều thú vị là nhiều câu chào hỏi của người châu Âu thường (ít ra ở những tình huống thân mật) cắt giảm ở mức độ ngữ âm, điều này khó thấy ở những quốc gia châu Á, Ả Rập, Hindu, Nhật.
3. Đề tài những cuộc nói chuyện ngắn thường là du dịch, bóng đá (và những luật thể thao quốc tế), sở thích, công nghiệp giải trí Mỹ và thời tiết. Trái lại, tình dục, tôn giáo và chính trị (và chửi thề) thường là những điều cấm kị. Ở các nước châu Á, Hindu, Ả Rập, Nhật Bản, người ta thường được hỏi về gia đình (ở Ả Rập, tuy nhiên không được hỏi về vợ). Vì thiên về địa vị nên những nền văn minh Viễn Đông thường hỏi về những thông tin về hình thức quản lý.
4. Đối với những người châu Âu, cụm từ "cảm ơn" thường được mong đợi và thích được sử dụng ở một số tình huống, trong khi đó những người Hindu thì lại tiết kiệm sử dụng cụm từ này và thường hài lòng với những cái nhìn mang nghĩa cảm ơn; mặt khác những nền văn minh khác không thuộc phương Tây thì lại mở rộng hình thức cảm ơn.
5. Với những lời yêu cầu, thể cầu khiến đơn giản thường không được sử dụng thay vào đó là những câu hỏi, những trợ động từ đặc biệt, bàng thái cách, câu điều kiện, những động từ đặc biệt. Sự thay đổi hình thức động từ được sử dụng trong tiếng Nhật và một số ngôn ngữ châu Á, không phải là một phần ở những ngôn ngữ (Indo-) châu Âu.
6. Khi người ta nói "không", thường thì hình thức xin lỗi hay giải thích được sử dụng. Ở một số nước châu Á, từ "không" ở những tình huống trang trọng thường thì không được hoan nghênh.
7. Những lời xin lỗi thì cần thiết sau khi ai đó xâm phạm chỗ riêng tư của người khác (điều này quan trọng hơn và dễ bị vi phạm ở Mỹ và những quốc gia châu Á hơn là ở châu Âu, và quan trọng hơn ở châu Âu hơn là châu Mỹ Latin và những quốc gia Ả Rập.
8. Ở châu Âu, để an toàn thì người ta thường khen ngợi quần áo và diện mạo bên ngoài (ở những quốc gia Ả Rập điều này bị cấm ở những người khác phái), bữa ăn, trang bị trong phòng ngủ (thậm chí những vật cứng vốn nên tránh ở những nước Ả Rập).

### Ngôn ngữ chung (lingua franca)– quá khứ và hiện tại
Lịch sử châu Âu được đánh dấu bởi ba ngôn ngữ chung:
- Latin (Trung cổ và Cận đại) (đến 1867, và Hungary là quốc gia sau cùng từ bỏ tiếng Latin như là một ngôn ngữ chính thức ngoài Vatican), cùng với xu thế đi xuống dần của ngôn ngữ chung từ cuối thời kỳ Trung Cổ, khi những phương ngữ trở trên ngày càng quan trọng hơn (Viện ngôn ngữ đầu tiên ở Italy vào năm 1582/83), vào thế kỷ thứ 17 thậm chí ở những trường đại học.
- Tiếng Pháp (từ những triều đại Cardinal Richelieu và Louis XIV, khoảng 1648 (nghĩa là sau Cuộc chiến 30 năm, vốn chẳng ảnh hưởng gì tới nước Pháp, và do đó mà trở nên hưng thịnh), đến cuối chiến tranh thế giới lần thứ nhất, khoảng 1918)
- Tiếng Anh (từ chiến tranh Thế giới lần thứ nhất và đặc biệt sau chiến tranh thế giới lần thứ 2).

Những ngôn ngữ chung khác thường ít phổ biến, nhưng cũng đã đóng vai trò khá quan trọng trong lịch sử châu Âu gồm:
- Provencal (= Occitan) (thế kỷ 12-14, vì thi ca Troubadour)
- Hạ Đức (thế kỷ 14-16, trong suốt thời hoàng kim của Liên minh Hanse)
- Hy Lạp cổ đại, đặc biệt là ở giai đoạn Đế chế La Mã Phương Đông(Đế chế Byzantine).

### Những cuốn từ điển và văn phạm đầu tiên
Loại từ điển đầu tiên là glossary (chú thích những thuật ngữ khó), nghĩa là liệt kê theo những cặp từ vựng (theo trật tự chữ cái hoặc theo những khái niệm). Cuốn the Latin-German (Latin-Bavarian) Abrogans là một trong những cuốn đầu tiên. Có thể thấy một làn sóng làm từ điển từ thế kỷ thứ 15 trở đi (sau khi máy in ra đời, với sự quan tâm về việc chuẩn hóa các ngôn ngữ.

### Ngôn ngữ và bản sắc, tiến trình chuẩn hóa
Ở thời kỳ Trung Cổ, hai yếu tố định nghĩa châu Âu là Christianitas và Latinitas. Do đó ngôn ngữ- ít nhất ngôn ngữ vượt ra ngoài phạm vi quốc gia - đóng vai trò cơ bản. Vấn đề này đã thay đổi sự phát triển của những ngôn ngữ dân tộc ở những bối cảnh chính thức và khơi dậy tình cảm dân tộc. Ngoài ra, vấn đền này cũng đã dẫn đến việc chuẩn hóa các ngôn ngữ dân tộc và sự ra đời của những viện ngôn ngữ (ví dụ 1582 có viện Accademia della Crusca ở Florence; 1617 Fruchtbringende Gesellschaft; 1635 Academie francaise; 1713 Real Academia de la Lengua in Madrid). "Ngôn ngữ" sau đó (và ngày nay) có sự kết nối nhiều đến vấn đề "dân tộc" và "văn minh" (cụ thể là ở Pháp). "Ngôn ngữ" cũng được sử dụng để tạo ra cảm giác về "bản sắc tôn giáo và đạo đức" (ví dụ những bản dịch kinh thánh khác nhau bởi những người thiên chúa giáo và tin lành có cùng một ngôn ngữ).
Trong nhữg buổi thảo luận và những tiến trình chuẩn hóa đầu tiên liên quan tới tiếng Ý ("quesione della lingua": Mordern Tuscan/Florentine và Old Tuscan/Florentine và Venetian > Modern Florentine + archaic Tuscan + Upper Italian), tiếng Pháp (chuẩn dựa trên Parisian), tiếng Anh (chuẩn dựa vào tiếng London) và tiếng Đức (High) (dựa vào chancellery of Meßen/Saony + Middle German + chancellary of Praguee/Bohemia ("Common German). Và một số những quốc gia khác cũng đã bắt đầu tìm kiếm và phát triền về chuần hóa vào thế kỷ 16.

### Về vấn đề ngôn ngữ thiểu số
Cho dù tiếng Anh rất quan trọng, nhưng châu Âu luôn kết hợp lại với nhau với sự đa dạng ngôn ngữ, vấn đề này cho thấy việc bảo vệ các ngôn ngữ được xem là không quan trọng, ví dụ như tổ chức the European Charta of Regional and Minority Languages. Điều này cho thấy quan điểm cho rằng "một dân tộc một ngôn ngữ" là sai (cho dù những nỗ lực đồng nhất ngôn ngữ dân tộc ở Pháp trong cuộc cách mạng hoặc ở Tây Ban Nha của Franco). Một ngôn ngữ thiểu số có thể được định nghĩa là một ngôn ngữ được sử dụng bởi một nhóm người như là một dân tộc thiểu số và ngôn ngữ của nhóm người này thường khác biệt và nó không phải tiếng địa phương của ngôn ngữ chuẩn mực. Ở châu Âu một số ngôn ngữ có vị trí khá mạnh theo nghĩa chúng có một vị trí khá đặc biệt, (ví dụ: Basque, Irish, Welsh(Cymric, Catalan, Rhaeto-Romance/Romansh), trái lại những ngôn ngữ khác chiếm vị trị khá yếu (ví dụ như tiếng Frisian, Scottish Gaelic, Thổ Nhĩ Kỳ) - đặc biệt là có những ngôn ngữ thiểu số không có được vị trí chính thức trong Cộng đồng châu Âu (có thể do chúng không phải là một phần trong di sản văn hóa của một nền văn minh). Một số ngôn ngữ thiểu số chưa có chuẩn mực, nghĩa là chúng chưa đạt tới mức độ của một nhóm ngôn ngữ, và chúng có thể thay đổi nếu những ngôn ngữ này được đưa cho vị trí chính thức.

### Những vấn đề về chính trị ngôn ngữ
Pháp là nước có nguồn gốc hai luật hay sắc lệnh liên quan tới ngôn ngữ: the Ordonnance de Villers-Cotterêts (1239) quy định rằng mỗi văn bản ở nước Pháp nên viết bằng tiếng Pháp (nghĩa là không viết bằng tiếng Latin hoặc Occitan) và the French Loi Toubon hướng tới loại bỏ những từ tiếng Anh từ những văn bản chính thức. Nhưng đặc điểm cụ thể tiêu biểu của châu Âu là tính đa dạng và sự tiếp nhận về ngôn ngữ. Bằng chứng minh họa về sự khuyến khích sự đa dạng ngôn ngữ là trường dịch thuật ở Toledo hình thành vào thế kỷ thứ 12 (Vào thời kỳ Toledo trung cổ thì người thiên chúa giáo, người Do thái và người Ả Rập sống với nhau khá yên bình.
Thái độ ngôn ngữ khá tiếp nhận này cũng là lý do tại sao quy luật chung của khối EU rằng mỗi ngôn ngữ dân tộc chính thức cũng là ngôn ngữ chính thức của ngôn ngữ EU. Tuy nhiên, ngôn ngữ Flemish và Letzebuergish/ Luxemburgish không phải là ngôn ngữ chính thức EU bởi lẽ cũng còn có nhiều ngôn ngữ chính thức khác mạnh hơn có vị trí trong khối EU ở những quốc gia được coi trọng. Nhiều khái niệm về chính sách ngôn ngữ EU cũng đang được bàn cãi:
- Một ngôn ngữ chính thức (ví dụ như tiếng Anh hay Quốc tế ngữ)
- Nhiều ngôn ngữ chính thức (ví dụ như tiếng Anh, Pháp, Đức, Tây Ban Nha + chủ đề khác-ngôn ngữ lệ thuộc)
- Tất cả những ngôn ngữ dân tộc đều là những ngôn ngữ chính thức, nhưng với một số ngôn ngữ khác dùng cho việc dịch thuật (như tiếng Anh hoặc Quốc tế ngữ).